# 天音ゆい
天音 ゆい（あまね ゆい、2001年11月23日 - ）は、日本のAV女優である。Bstar所属。愛称は「ゆいめろ」。

## 略歴
2020年8月にAVデビュー。2021年9月発売の週刊プレイボーイではAV好き芸人のリボルバー・ヘッドは「純粋無垢な妹系ルックス。今最も制服が似合う女優といっても過言ではない」「デビューまでは経験1人なのに、今では人気女優の仲間入り。まだまだ伸びしろがある」と論じ、ライターの本末ひさおは「細身ボディは感度最高で、（潮吹きは）壊れた水道管のよう」と評論している。
2023年5月2日発売作品で引退。
2023年7月3日週FANZA動画フロアランキングにて、2022年12月に発売された出演アンソロジー作品『【福袋】S-Cute 可愛い子だけ15作品をノーカット収録38時間!』が1位を記録。8月7日週FANZA動画フロアランキングにて、同作品が3位再浮上。

## 作品

### アダルトビデオ
| 発売日   | タイトル | 規格品番 | 規格品番  | メーカー     | 備考     |
| 発売日   | タイトル | DVD      | BD        | メーカー     | 備考     |
| 2020年   | 2020年 | 2020年   | 2020年    | 2020年       | 2020年   |
| -------- | --- | -------- | --------- | ------------ | -------- |
| 8月25日  | 新人! kawaii*専属デビュ→天音ゆい18歳 新時代アイドル誕生                                                                                    | CAWD-112 | 9CAWD-112 | kawaii*      |          |
| 9月25日  | 止まらない潮吹き絶頂! 天音ゆいの初イキ! 初体験 敏感BODY痙攣しまくり3本番!!                                                                 | CAWD-117 |           | kawaii*      |          |
| 10月25日 | ボクを好きすぎる彼女の妹の無邪気な全力アピール誘惑にまんまと負けてこっそりハメまくった同棲中の5日間                                        | CAWD-129 |           | kawaii*      |          |
| 11月25日 | 巨根×ポルチオ開発×大量潮吹き 華奢なカラダを痙攣させ膣中イキオーガズム                                                                      | CAWD-141 |           | kawaii*      |          |
| 12月25日 | イベント帰り相部屋NTR 密かに想いを寄せていた幼馴染と性欲尽き果てるまで中出ししまくった絶倫性交                                             | CAWD-154 |           | kawaii*      |          |
| 2021年   | |          |           |              |          |
| 1月25日  | 先生と私の秘密を知られたあの日から…クラス全員の男に犯されています…                                                                         | CAWD-165 |           | kawaii*      |          |
| 2月25日  | 「先生、ゆいのこと嫌いなの？」あの日、僕は教え子の誘惑に負けて一線を越えてしまった…。〜妻には言えない禁断の中出し性交〜                    | CAWD-179 |           | kawaii*      |          |
| 3月25日  | 失禁! お漏らし! びっちゃびちゃ恥じらいのおしっこ                                                                                           | CAWD-190 |           | kawaii*      |          |
| 4月25日  | 「思い出さない日はなかったよ」1ヶ月間、禁欲し合った遠距離恋愛中の彼女と再会 時間の許す限り何度も何度も中出しし続け愛を確かめ合った         | CAWD-203 |           | kawaii*      |          |
| 6月25日  | 「義父の目的は私です…」ストーカーが母の再婚相手に…もう逃げられないと悟った“ゆい”は恐怖から義父を受け入れ何度も中出しセックスされて…        | CAWD-228 |           | kawaii*      |          |
| 7月25日  | 進学を決めてくれた恩師と援●交際でまさかの再会…睡眠薬を飲まされホテルで犯された女子生徒                                                     | CAWD-245 |           | kawaii*      |          |
| 8月25日  | 「ねぇどっちが好き?」 僕を取り合う親友の妹2人と狂ったようにセックスに没頭し中出ししてしまった31日間… 天音ゆい 渚みつき                     | CAWD-261 |           | kawaii*      |          |
| 8月25日  | 天音ゆいkawaiiデビュー1周年☆初ベスト☆天真爛漫イマドキ美少女8時間スペシャル                                                                 | KWBD-301 |           | kawaii*      | ベスト版 |
| 9月7日   | 父と妹のヤバすぎる関係… | CAWD-278 |           | kawaii*      |          |
| 10月5日  | 媚薬漬けにされた連れ子の汗と潮と愛液ダダ漏れキメセク性交                                                                                   | CAWD-287 |           | kawaii*      |          |
| 12月7日  | 小悪魔挑発美少女 天音ゆい | MMUS-059 |           | MARRION      |          |
| 2022年   | |          |           |              |          |
| 1月4日   | 「もう射精してるってばぁ!」状態でも追撃痴女してくるイジワル家庭教師 天音ゆい                                                               | MIAA-553 |           | MOODYZ       |          |
| 1月25日  | AI洗脳 強制中出し操作 マイクロチップを埋められた初恋の男に無理やり孕ませられる 天音ゆい                                                    | HMN-114  |           | 本中         |          |
| 2月1日   | 「オジサンと結婚する」と言っていた近所の女の子が結婚した。 裏切られた俺は彼女が許せず監禁して孕むまで種付けプレス調教してやった。 天音ゆい | ATID-499 |           | アタッカーズ |          |
| 2月1日   | 天音ゆい全部見せます! 全タイトル完全コンプリート12時間10代最後のメモリアルベスト                                                           | KWBD-313 |           | kawaii*      | ベスト版 |
| 3月1日   | 挿入を匂わせながら超絶テクで焦らしてくるアイドルより可愛い大当たりの確信犯セラピスト 天音ゆい                                              | CAWD-343 |           | kawaii*      |          |
| 3月1日   | 子供みたいなパイパン華奢ガールがエロ過ぎた 天音ゆい                                                                                        | SQTE-402 |           | S-Cute       |          |
| 4月5日   | プリケツ丸出しノーパン姿で誘惑する妹! ヒクつくアナルに大興奮バック中出し! 天音ゆい                                                         | CAWD-355 |           | kawaii*      |          |
| 5月3日   | 「童貞? 素人童貞? 男のプライドって可愛い」 イキってる君が愛おしくて疼いちゃうから童貞を奪うことにしました 天音ゆい                         | CAWD-367 |           | kawaii*      |          |
| 6月7日   | 女生徒の耳元ささやき誘惑に打ちのめされた担任の僕は放課後ラブホや図書室で狂ったように禁断中出しを繰り返した…。 天音ゆい                     | CAWD-377 |           | kawaii*      |          |
| 7月5日   | 3年ぶりに連絡してきた相性最高だったセフレとバカみたいに中出し決め込む感度ぶっ飛び媚薬キメセク 天音ゆい                                     | CAWD-388 |           | kawaii*      |          |
| 8月2日   | 男心を揺さぶる卑猥エロきゃわ衣装 & ぷにぷにパイパンおま●こで連続ヌキヌキしてくれる凄テク風俗フルコース 天音ゆい                            | CAWD-402 |           | kawaii*      |          |
| 9月6日   | 出張先の相部屋で絶倫上司に何度も中出しされて… セクハラおやじの粘着質な愛撫と濃厚SEXに溺れたスレンダー新人OL 天音ゆい                       | CAWD-417 |           | kawaii*      |          |
| 10月4日  | 汚い物みたいに塩まきやがって… 舐め腐ったメスガキ (姪) はなめくじオジサンがじわりじわり舐め犯してあげるね。 天音ゆい                        | CAWD-430 |           | kawaii*      |          |
| 2023年   | |          |           |              |          |
| 3月7日   | 嫉妬狂いなヤリチン元カレに肉体も精神も追い込むラストスパートピストンで大好きな彼女を＜どんでん返しNTR＞された陸上部お泊り合宿 天音ゆい     | CAWD-502 |           | kawaii*      |          |
| 5月2日   | 天音ゆい引退 限界をブチ破る人生最大アクメ絶頂 孕ませ覚悟の＜禁欲＞＜乱交＞＜中出し＞13連発                                                 | CAWD-521 |           | kawaii*      |          |

### アダルトVR
| 発売日   | タイトル | 規格品番   | メーカー    | 備考           |        |
| 2020年   | 2020年 | 2020年     | 2020年      | 2020年         | 2020年 |
| -------- | --- | ---------- | ----------- | -------------- | ------ |
| 12月25日 | 「ずっとお兄ちゃんだけのアイドルだよ?」 僕のことが好きすぎる世界一可愛い妹がお母さんの目を盗んで誘惑エッチせがんできて困っています。 | KAVR-00124 | kawaii*     |                |        |
| 2021年   | |            |             |                |        |
| 11月27日 | 理不尽にイキ果てる制服美少女 快楽中枢ブっ壊れ性交                                                                                    | VRKM-479   | KMPVR       |                |        |
| 12月6日  | ASMR×顔面特化 家庭教師のボクに至近距離で密着ささやき誘惑してくる小悪魔えちえち生徒                                                   | KAVR-202   | kawaii*     |                |        |
| 12月25日 | お気に入りデリヘル嬢を毎日ご指名ハメ交渉 お店にナイショでゴム無しナマ本番 天音ゆい                                                   | BIBIVR-058 | KMPVR-bibi- |                |        |
| 2022年   | |            |             |                |        |
| 2月19日  | どこが気持ちイイのか言ってみろ!! 美女の性感帯献身チェックVR                                                                          | VRKM-00547 | KMPVR       | オムニバス作品 |        |
| 2月20日  | ミラー越しディルドフェラVR | VRKM-543   | KMPVR       | オムニバス作品 |        |
| 7月24日  | 僕のチ●ポが好き過ぎる最高に都合がイイちんしゃぶフレンド 天音ゆい                                                                     | KAVR-242   | kawaii*     |                |        |
| 9月11日  | 【天井特化 × 新人ナース×騎乗位】 ドジっ子看護師が冗談を真に受けてえちえち性処理VIPご奉仕 天音ゆい                                    | KAVR-249   | kawaii*     |                |        |
| 2023年   | |            |             |                |        |
| 5月20日  | 天音ゆい引退VR 最後にアナタの願いを叶えてあげるスペシャル                                                                            | KAVR-292   | kawaii*     |                |        |

### アダルト動画配信
| 発売日  | タイトル | 品番       | メーカー | 備考   |
| 2022年  | 2022年   | 2022年     | 2022年   | 2022年 |
| ------- | -------- | ---------- | -------- | ------ |
| 2月11日 | ゆい     | SCUTE-1200 | S-Cute   |        |
| 2月28日 | ゆい 2   | SCUTE-1201 | S-Cute   |        |

### イメージビデオ
| 発売日   | タイトル                    | 規格品番  | 規格品番  | メーカー        | 備考                                         |
| 発売日   | タイトル                    | DVD       | BD        | メーカー        | 備考                                         |
| 2020年   | 2020年                      | 2020年    | 2020年    | 2020年          | 2020年                                       |
| -------- | --------------------------- | --------- | --------- | --------------- | -------------------------------------------- |
| 12月23日 | Tiny Angel Nude 天音ゆい    | PRBY-070  | PRBYB-070 | Precious Beauty |                                              |
| 2023年   |                             |           |           |                 |                                              |
| 1月6日   | もう許してあげない 天音ゆい | FANDS-010 |           | FANDS           | Tiny Angel Nude 天音ゆい PRBY-070 の再販商品 |

## 出版

### デジタル写真集
- ギリギリ★あいどる倶楽部 「甘酸っぱい素肌」 天音ゆい 写真集（2021年9月1日、PAD）

## 出演

### 映画
- 下着博覧会/『愛は無限大』（2021年、オーピー映画、監督：鳴瀬聖人）- ユリ役[7]